# Верховна рада Росії
Верховна рада Російської Федерації (до 25 грудня 1991 року — Верховна рада РРФСР) — найвищий орган державної влади РРФСР (1938–1990 рр.); У 1990–1993 рр. — постійно діючий парламент, який обирається З'їздом народних депутатів Російської Федерації.
Верховна рада РРФСР була заснована за прикладом Верховної Ради СРСР в 1938 році замість Всеросійського Центрального Виконавчого Комітету (ВЦВК), як вищий орган державної влади.

## Устрій
Строк повноважень Верховної Ради за Конституцією 1937 року становив 4 роки, за Конституцією 1978 року — 5 років. Обиралася населенням (до 1989 року), потім — З'їздом народних депутатів РФ (після 1989 року). Спочатку була однопалатною, проте згодом (у 1989 році) було встановлено, що Верховна рада складається із двох палат — Ради Республіки і Ради Національностей (що повніше відображало федеративну природу РРФСР), був визначений статус палат (рівноправні):
|  | Верховна рада РРФСР обирається таємним голосуванням із числа народних депутатів РРФСР З'їздом народних депутатів РРФСР і йому підзвітна. Верховна рада РРФСР складається із двох палат: Ради Республіки і Ради Національностей, рівних за своїм чисельним складом. Палати Верховної Ради РРФСР рівноправні. Рада Республіки обирається із числа народних депутатів РРФСР від територіальних виборчих округів з урахуванням кількості виборців в регіоні. Рада Національностей обирається із числа народних депутатів РРФСР від національно-територіальних виборчих округів за нормами: 3 депутати від кожної автономної республіки, один депутат від кожної автономної області і від кожного автономного округу, 63 депутати від країв, областей, міст Москви та Ленінграда. З'їзд народних депутатів РРФСР щороку оновлює частина складу Ради Республіки і Ради Національностей за встановленою ним нормою. Кожна палата Верховної Ради РРФСР обирає Голову Палати та його заступника. Голови Ради Республіки та Ради Національностей керують засіданнями відповідних палат і відають їх внутрішнім розпорядком. Спільні засідання палат ведуть Голова Верховної Ради РРФСР, його заступники або по черзі голови Ради Республіки і Ради Національностей. |

Оскільки депутатів від національно-територіальних округів не вистачало для забезпечення рівної чисельності палат, то Рада Національностей на практиці поповнювалася із числа депутатів від територіальних округів. 1 листопада 1991 р. ця практика була закріплена поправкою до Конституції:
|  | При неможливості представництва республік у складі РРФСР, автономної області, автономних округів, країв і областей у Раді Національностей Верховної Ради РРФСР депутатами від національно-територіальних округів за поданням територіальних депутатських груп до Ради Національностей можуть бути включені народні депутати від територіальних виборчих округів. |

### Президія
Роботою Верховної Ради керувала Президія, яка обиралась кожного разу на початку роботи Ради кожного скликання на спільному засіданні обох палат з числа депутатів. Президія складалася з голови, його 17 заступників (в число яких входять заступники Голови — по одному від кожної автономної республіки), секретаря і 20 (у 1975 році — 17, у 1937 — теж 20) членів.
За поправками 1989 року було встановлено, що "до складу Президії Верховної Ради РРФСР входять за посадою: Голова Верховної Ради РРФСР, Перший заступник Голови Верховної Ради РРФСР, заступники Голови Верховної Ради РРФСР, Голови Ради Республіки і Ради Національностей, голови постійних комісій палат і комітетів Верховної Ради РРФСР. Президія Верховної Ради РРФСР очолює Голова Верховної Ради РРФСР ", тобто Президія стала формуватися за посадою.
Президія Верховної Ради РРФСР з 1940-х років розташовувалась в будівлі колишнього особняка графів Остерману (Москва, вул. Делегатська, д. 3), яке в 1981 році було віддано під «Музей на делегатських».

## Повноваження
Оскільки радянське право заперечувало розділення влади, то аж до 1989 року Верховна рада РРФСР була визначена як верховний орган влади, правомочний вирішувати будь-яке питання, відведений до ведення РРФСР. Проте перший час компетенція Верховної Ради все-таки була обмежена. Наприклад Конституція РРФСР 1937 року встановлювала, що «Верховна рада РРФСР здійснює всі права, що РРФСР згідно зі статтями 13 і 19 Конституції РРФСР, оскільки вони не входять, в силу Конституції, до компетенції підзвітних Верховній Раді РРФСР органів РРФСР: Президії Верховної Ради РРФСР, Ради Народних Комісарів (Міністрів) РРФСР і Народних Комісаріатів (Міністерств) РРФСР.».
Конституція 1978 року пішла з принципово іншим шляхом. Стаття 104 цієї Конституції говорила, що «Верховна рада РРФСР правомочний вирішувати всі питання, віднесені Конституцією СРСР і цією Конституцією до ведення РРФСР. Прийняття Конституції РРФСР, внесення до неї змін; подання на затвердження Верховної Ради СРСР утворення нових автономних республік і автономних областей у складі РРФСР; затвердження державних планів економічного і соціального розвитку РРФСР, державного бюджету РРФСР і звітів про їх виконання; освіта підзвітних йому органів здійснюються виключно Верховною Радою РРФСР. Закони РРФСР приймаються Верховною Радою РРФСР або народним голосуванням (референдумом), що проводяться за рішенням Верховної Ради РРФСР.». Тим самим Верховна рада отримав можливість втручатися в компетенцію інших республіканських органів державної влади (раніше це було окремо заборонено Конституцією 1937 року — див. вище).
Оскільки в 1989 році новим найвищим державним органом став З'їзд народних депутатів РРФСР, то повноваження ВР РРФСР були встановлені таким чином:
1) призначати вибори народних депутатів РРФСР і народних депутатів місцевих Рад народних депутатів РРФСР;
2) затверджувати склад Центральної виборчої комісії по виборах народних депутатів РРФСР;
3) призначати Голови Ради Міністрів РРФСР, за його поданням затверджувати склад Ради Міністрів РРФСР, вносити до нього зміни, за пропозицією Ради Міністрів РРФСР утворити і скасовувати міністерства РРФСР і державні комітети РРФСР;
4) обирати Комітет народного контролю РРФСР, Верховний Суд РРФСР, суддів крайових, обласних, Московського і Ленінградського міських судів; призначати Головного державного арбітра РРФСР і затверджувати колегію Державного арбітражу РРФСР;
5) регулярно заслуховувати звіти утворюються або обираються їм органів, а також призначаються або обираються їм посадових осіб; вирішувати питання про довіру Уряду РРФСР і членам Уряду РРФСР;
6) забезпечувати єдність законодавчого регулювання на всій території РРФСР; здійснювати в межах компетенції РРФСР законодавче регулювання відносин власності, організації управління народним господарством і соціально-культурним будівництвом, бюджетно-фінансової системи, оплати праці і ціноутворення, оподаткування, охорони навколишнього середовища та використання природних ресурсів, а також інших відносин; приймати кодекси;
7) вирішувати питання, пов'язані із забезпеченням конституційних прав, свобод і обов'язків громадян РРФСР і рівноправності громадян СРСР усіх національностей на території РРФСР;
8) давати тлумачення законів РРФСР;
9) встановлює порядок організації та і діяльності республіканських, місцевих органів державної влади і управління;
10) визначати правовий статус республіканських громадських організацій;
11) направляти діяльність місцевих Рад народних депутатів;
12) вносити на розгляд З'їзду народних депутатів РРФСР пропозиції про утворення нових автономних республік, країв, областей, міст республіканського підпорядкування, автономних областей і автономних округів;
13) подавати на затвердження З'їзду народних депутатів РРФСР проєкти перспективних державних планів і найважливіших республіканських програм економічного і соціального розвитку РРФСР, стверджувати державні плани економічного і соціального розвитку РРФСР, державний бюджет РРФСР; здійснювати контроль за ходом виконання плану і бюджету, затверджувати звіти про їх виконання ; у разі необхідності вносити зміни в план і бюджет;
14) встановлювати відповідно до законодавства Союзу РСР доходи, що надходять на утворення Державного бюджету РРФСР;
15) ратифікувати і денонсувати міжнародні договори РРФСР;
16) брати участь у розробці основних заходів у галузі оборони і забезпечення державної безпеки країни;
17) засновує державні нагороди РРФСР, встановлює почесні знання РРФСР;
18) видавати республіканські акти про амністію громадян, засуджених судами РРФСР;
19) скасовувати укази і постанови Президії Верховної Ради РРФСР, розпорядження Голови Верховної Ради РРФСР, постанови і розпорядження Ради Міністрів РРФСР;
20) скасовувати постанови і розпорядження Рад Міністрів автономних республік, рішення крайових, обласних, міських (міст республіканського (РРФСР) підпорядкування) Рад народних депутатів, Рад народних депутатів автономних областей і автономних округів у разі невідповідності їх Конституції СРСР, Конституції РРФСР і законам СРСР і РРФСР;
21) опротестовувати і припиняти дію постанов і розпоряджень Ради Міністрів СРСР на своїй території, якщо вони порушують конституційні права РРФСР, а також припиняти дії актів міністерств, державних комітетів і відомств СРСР у разі їх суперечності законам СРСР і РРФСР;
22) входити до Комітету конституційного нагляду СРСР з пропозицією про надання висновку щодо відповідності актів Верховної Ради СРСР та її палат, проєктів актів цих органів Конституції СРСР і законам СРСР, прийнятим З'їздом народних депутатів СРСР;
23) вирішувати інші питання, віднесені до відання РРФСР, крім тих, які відносяться до виключного відання З'їзду народних депутатів РРФСР.
15 грудня 1990 було встановлено, що Верховна Рада, "вирішує питання дострокового припинення депутатських повноважень відповідно до Закону РРФСР про статус народних депутатів РРФСР; а також оголошує всеросійський референдум, призначений за рішенням З'їзду народних депутатів РРФСР або на вимогу не менш як одного мільйона громадян РРФСР, або не менше однієї третини від загальної кількості народних депутатів РРФСР; "" встановлює доходи, що надходять на утворення Державного бюджету РРФСР; "(без згадки про союзну регулюванні бюджету республік)
24 травня 1991 року було також встановлено, що ВР РРФСР:
«Дає згоду на призначення Голови Ради Міністрів РРФСР; обирає Верховний Суд РРФСР, Вищий арбітражний суд РРФСР, суддів крайових, обласних, Московського і Ленінградського міських судів та арбітражних судів, призначає Генерального прокурора РРФСР;»: «Скасовує укази і постанови Президії Верховної Ради РРФСР, розпорядження Голови Верховної Ради РРФСР, а також укази Президента РРФСР на підставі висновку Конституційного Суду РРФСР;»: «В період між З'їздами народних депутатів РРФСР здійснює законодавчу ініціативу на З'їзді народних депутатів СРСР і у Верховній Раді СРСР;»
21 квітня 1992 року були внесені зміни до Конституції РРФСР. У відношенні ВР були прийняті рішення:
виключено згадку, що ВР РФ "опротестовує і призупиняє дію постанов і розпоряджень Ради Міністрів СРСР на своїй території, якщо вони порушують конституційні права РРФСР, а також припиняє дію актів міністерств, державних комітетів і відомств СРСР у разі їх суперечності законам СРСР і РРФСР; входить до Комітету конституційного нагляду СРСР з пропозицією про надання висновку щодо відповідності актів Верховної Ради СРСР та її палат, проєктів актів цих органів Конституції СРСР і законам СРСР, прийнятим З'їздом народних депутатів СРСР, у період між З'їздами народних депутатів РРФСР здійснює законодавчу ініціативу на З'їзді народних депутатів СРСР і у Верховній Раді СРСР; ": встановлено, що ВС РФ «вирішує питання, пов'язані із забезпеченням конституційних прав, свобод, обов'язків і рівноправності громадян Російської Федерації;»
9 грудня 1992 року було встановлено, що Верховна рада РФ:
«Дає згоду на призначення на посаду Голови Ради Міністрів — Уряду Російської Федерації, міністра закордонних справ Російської Федерації, міністра оборони Російської Федерації, міністра безпеки Російської Федерації, міністра внутрішніх справ Російської Федерації;»: «Призначає голову Центрального банку Російської Федерації»: "Видає Основи законодавства та федеральні закони з предметів спільного ведення федеральних органів державної влади Російської Федерації органів державної влади республік у складі Російської Федерації, автономної області, автономних округів, країв, областей, міст Москви і Санкт-Петербурга, а також видає кодекси і закони з предметів ведення федеральних органів державної влади Російської Федерації; ": «Забезпечує разом з Верховними Радами республік у складі Російської Федерації відповідність Конституцій республік у складі Російської Федерації Конституції Російської Федерації;»: «Встановлює порядок організації і діяльності федеральних органів законодавчої, виконавчої та судової влади; встановлює загальні принципи організації системи органів представницької та виконавчої влади на території Російської Федерації;»
Разом з тим, незважаючи на всі ці поправки, Верховна рада зберігав за собою практично необмежену владу. Ця обставина, а також низка інших подій, призвело до конфронтації властей в Росії. У результаті цього 21 вересня 1993 Президент РФ видав Указ № 1400, що передбачає розпуск ВР РФ.
3 жовтня 1993 року, в розпал конституційної кризи в РФ, на розгляд З'їзду народних депутатів було внесено проєкт закону РФ «Про конституційну реформу і забезпечення дострокових виборів депутатів РФ і Президента РФ», що передбачає, зокрема, заміну З'їзду народних депутатів і Верховної Ради зразка 1989 року, що всенародно обирається Верховною Радою РФ, що складається з двох палат — Державної Думи (450 депутатів) і Ради Федерації (по два депутати від суб'єкта РФ). Повноваження Верховної Ради за проєктом обмежуються наступним чином:
1) вносити зміни до Конституції Російської Федерації; приймати федеральні закони;
2) приймати федеральний бюджет, вносити до нього зміни і контролювати його виконання; ухвалювати рішення про цільове виділення коштів з федерального бюджету;
3) встановлювати федеральні податки і й інші мають податковий характер федеральні платежі і збори;
4) затверджувати основні напрямки грошового і кредитного регулювання, ухвалювати рішення про федеральних позиках, економічної та іншої допомоги;
5) затвердити у випадках і порядку встановленому федеральним законом, міжнародні договори Російської Федерації та угоди між суб'єктами Російської Федерації;
6) затверджувати зміну конституційно-правового статусу наявних або утворення нових суб'єктів Російської Федерації;
7) приймати до складу нові суб'єкти Російської Федерації;
8) призначати референдум Російської Федерації;
9) здійснювати контрольні повноваження в межах і формах, встановлених Конституцією Російської Федерації і федеральним законом;
10) за поданням Президента Російської Федерації давати згоду на призначення Голови, заступників Голови та членів Уряду Російської Федерації, до відання яких віднесені загальне керівництво економікою, фінанси, внутрішні справи, закордонні справи, юстиція, оборона, безпека, засоби масової інформації, питання федерації та національностей;
11) за поданням Президента Російської Федерації давати згоду на призначення та звільнення з посади федеральних суддів та Генерального прокурора Російської Федерації;
12) за поданням Президента Російської Федерації призначати і звільняти з посади голови Центрального банку Російської Федерації; призначати голову і аудиторів Державної рахункової палати Російської Федерації;
13) призначати і звільняти з посади Парламентського уповноваженого з прав людини;
14) оголошувати, продовжувати і скасовувати надзвичайний стан; оголошувати загальну або часткову мобілізацію; вирішувати питання війни і миру;
15) засновувати державні нагороди Російської Федерації, встановлювати почесні і спеціальні звання та порядок їх присвоєння;
16) оголошувати амністію;
17) здійснювати інші повноваження, передбачені Конституцією Російської Федерації.
Проте подальші події перешкодили ухваленню цього закону, а 4 жовтня 1993 року Верховна рада і З'їзд народних депутатів РФ остаточно припинили своє існування в результаті штурму Будинку Рад.

## Резиденція
Засідання Ради проводилися у Великому Кремлівському палаці, в залі, спорудженому з Олександрівського та Андріївського залів палацу. У 1981 році Верховна рада був переміщений в спеціально збудоване приміщення на Краснопресненській набережній, Будинок Рад.

## Історія та керівники

### 1938–1990
- Список депутатів Верховної ради РРФСР I скликання
- Список депутатів Верховної ради РРФСР II скликання
- Список депутатів Верховної ради РРФСР III скликання

#### Голова Верховної Ради РРФСР до обрання Президії ВР
- Жданов Андрій Олександрович (15-19 липня 1938)

#### Голови Президії Верховної Ради РРФСР
- До 1990 року де-юре вищою посадовою особою в РРФСР був Голова Президії Верховної Ради РРФСР. При цьому на відміну від інших союзних республік у РСФСР до 1990 року була відсутня власна комуністична партія і не було власних перших секретарів (які в інших республіках мали щодо самостійної владою).

Після прийняття поправок до Конституції РРФСР у жовтні 1989 року, у новій редакції посаду Голови Президії Верховної Ради була виключена, а керівництво парламентом республіки в травні 1990 року перейшло безпосередньо до Голови Верховної Ради РРФСР.
- Бадаєв Олексій Єгорович (19 липня 1938 — 4 березня 1944)
- Власов Іван Олексійович (9 квітня 1943 — 4 березня 1944) (Виконувач обов'язків Голови Президії Верховної Ради)
- Шверник Микола Михайлович (4 березня 1944 — 25 червня 1946)
- Власов Іван Олексійович (25 червня 1946 — 7 липня 1950)
- Тарасов Михайло Петрович (7 липня 1950 — 16 квітня 1959)
- Ігнатов Микола Григорович (16 квітня — 26 листопада 1959)
- Органов Микола Миколайович (26 листопада 1959 — 20 грудня 1962)
- Ігнатов Микола Григорович (20 грудня 1962 — 14 листопада 1966)
- 14 листопада — 23 грудня 1966 — посада вакантна (Функції виконують заступники голови: Ахазов Тимофій Аркадійович та Сисоєв Петро Петрович)
- Яснов Михайло Олексійович (23 грудня 1966 — 26 березня 1985)
- Орлов Володимир Павлович (26 березня 1985 — 3 жовтня 1988)
- Воротников Віталій Іванович (3 жовтня 1988 — 29 травня 1990)

#### Голови Верховної Ради РРФСР 1938–1990 роки
- Жданов Андрій Олександрович (15 липня 1938 — 20 червня 1947)
- Тарасов Михайло Петрович (20 червня 1947 — 14 березня 1951)
- Соловйов Леонід Миколайович (14 березня 1951 — 23 березня 1955)
- Горошкін Іван Васильович (23 березня 1955 — 15 квітня 1959)
- Прохоров Василь Ілліч (15 квітня 1959 — 4 квітня 1963)
- Крестьянінов Василь Іванович (4 квітня 1963 — 11 квітня 1967)
- Мілліонщиков Михайло Дмитрович (11 квітня 1967 — 27 травня 1973)
- Котельников Володимир Олександрович (30 липня 1973 — 25 березня 1980)
- Грибачов Микола Матвійович (25 березня 1980 — 16 травня 1990)

### 1990–1993рр.
У 1990–1993 Верховна рада РФ складався з 252 депутатів у двох рівноправних і рівних за чисельністю палатах — Раді Республіки (голова: Веніамін Сергійович Соколов (29 вересня 1935 — 30 січня 2011) і Раді Національностей (голова: Рамазан Абдулатіпов). Разом з тим, двопалатність Верховної Ради носила номінальний характер, оскільки основні рішення ухвалювалися на одночасно проведених засіданнях, палати мали багато загальних, спільних органів та посадових осіб.
Офіційно Верховна рада припинив існування 21 вересня 1993 року, фактично — 4 жовтня 1993 року.

#### Голови Верховної Ради Російської Федерації (РРФСР) в 1990–1993 роки
- Єльцин Борис Миколайович (29 травня 1990 — 10 липня 1991),
- Хасбулатов Руслан Імранович (29 жовтня 1991 — 21 вересня або 4 жовтня 1993)